# Хадим Сулејман-паша
Хадим Сулејман-паша (тур. Hadım Süleyman Paşa; 1467—1547) је био велики везир Османског царства за време владавине султана Сулејмана Величанственог. Био је велики везир од 1541. до 1544.

## Биографија
Рођен је у Загребу 1467. године, као мали је доведен јањичарске одреде, захваљујући тадашњем великом везиру Пири Мехмед Паши постао је јањичарски ага, а касније је стекао функцију бега, 1537. године је постао паша и султан Сулејман I му је доделио Египат. Пошто је био пореклом из Хрватске био је у добрим односима са Рустем Пашом. Сулејман-паша је био књижевник и врло цењен велики везир. Добио је многе похвале од Сулејмана I. Макнут је са позиције великог везира захваљујући Хурем Султанији јер је она желела да њен зет и одан слуга Рустем-паша дође на место великог везира.

## Изглед
Сулејман-паша је био дебео човек, и многи су га због тога исмејавали, у лицу је био себичан и строг, имао је мало накривљен нос, а такође је био и веома висок. Био је ћелав и због тога би често носио своју круну.